# Offerdals kyrka

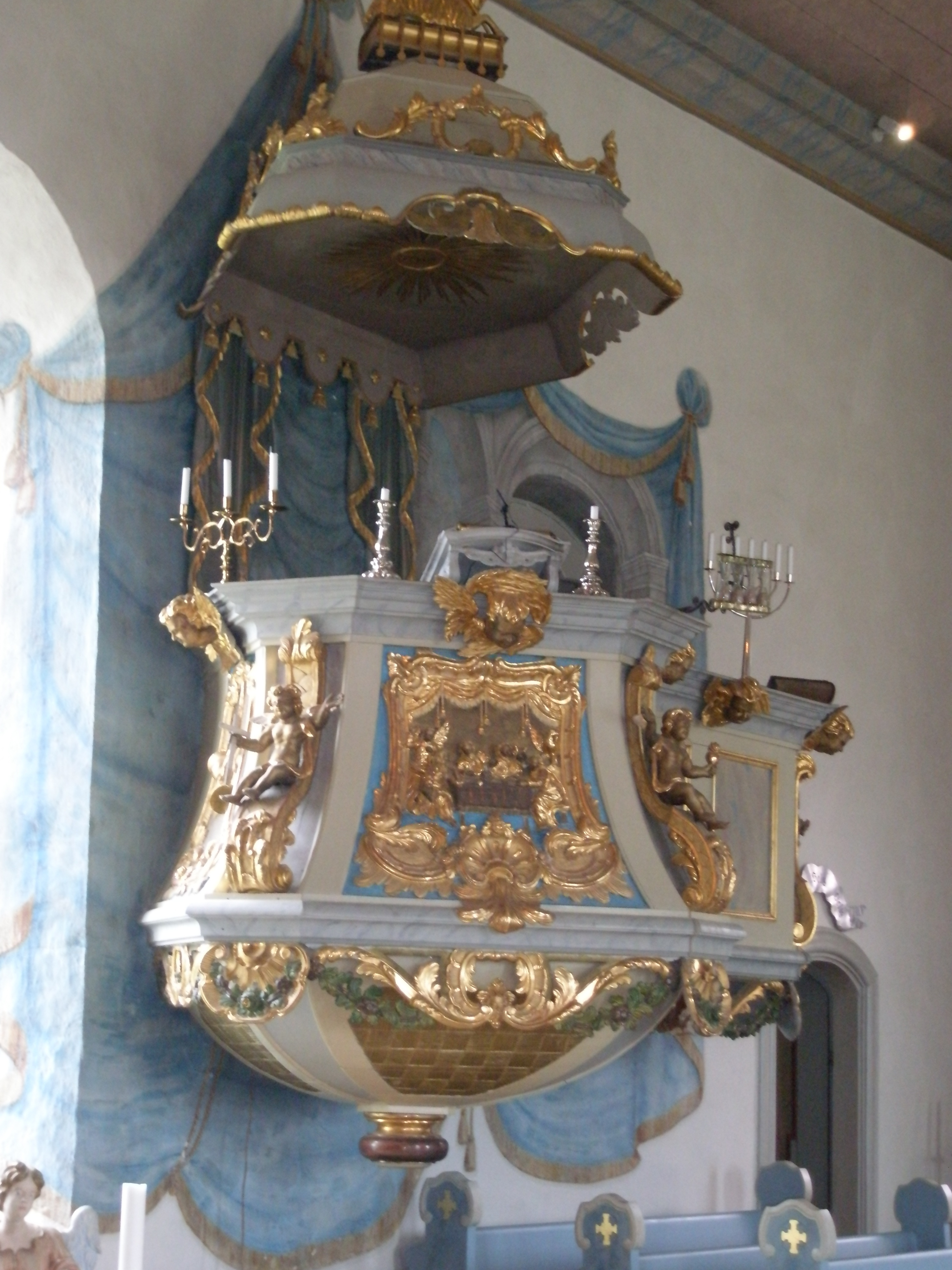
Predikstol

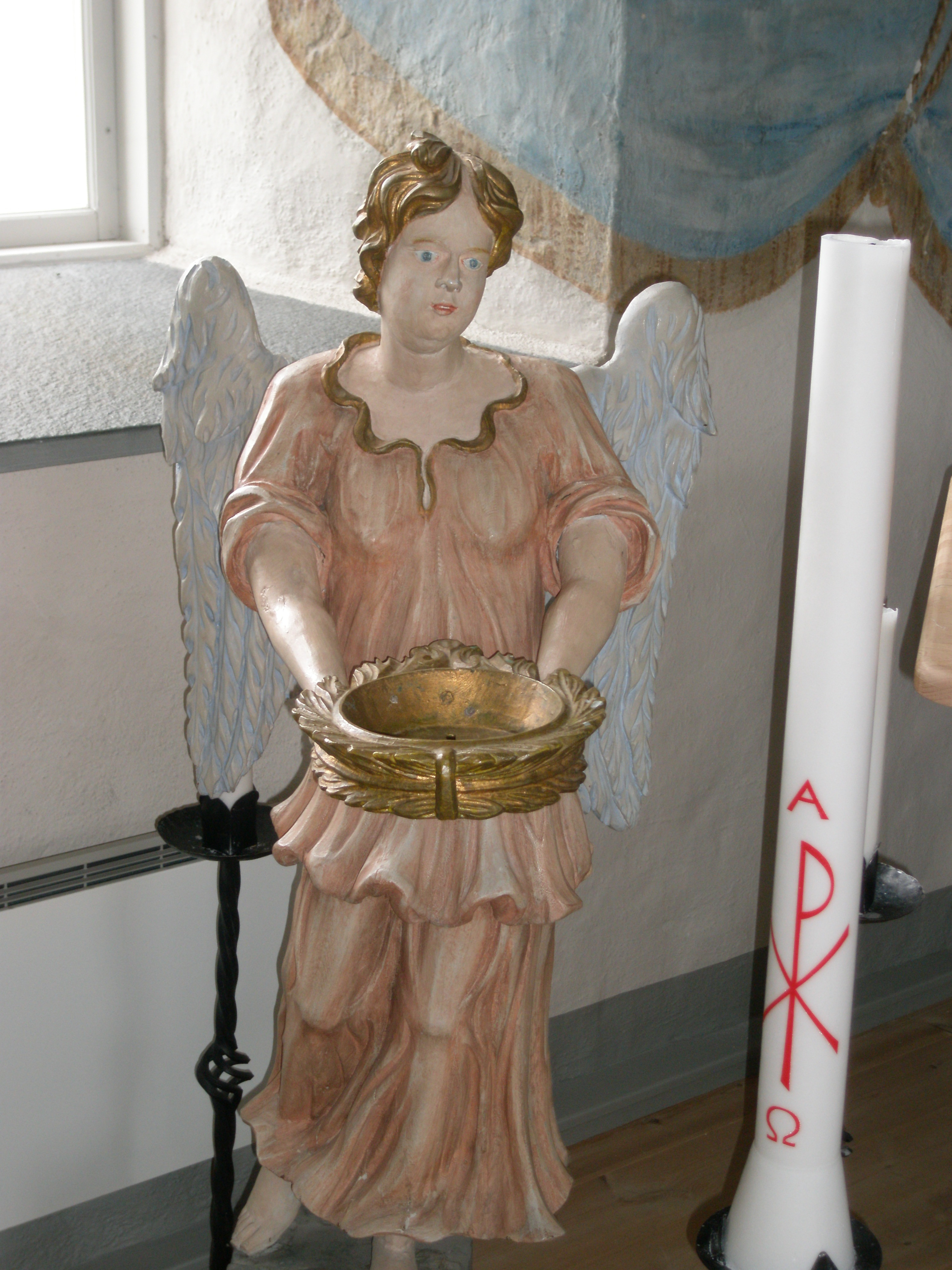
Dopängel från 1716

Offerdals kyrka är en kyrkobyggnad i byn Ede vid Hällsjöns östra ände. Den är församlingskyrka i Offerdals församling i Härnösands stift.  

## Historia
Kyrkan började byggas i mitten på 1100-talet. Den var ursprungligen en liten fästningskyrka, och en av Jämtlands fyra äldsta stenkyrkor. Jämtland var då indelat i fyra fjärdingar och kyrkorna i Offerdals socken, Hackås socken, Sunne socken och Brunflo socken har således varit så kallade fjärdingskyrkor. Till utformning var Offerdals första kyrka en absidkyrka. Absidkyrkor har tidigare funnits i Västerhus på Frösön och i grannsocknen Alsens socken. I Hackås finns absidkyrkan ännu kvar. 
Redan på 1500-talet började offerdalsborna fundera på om det behövdes en större kyrka. År 1536 genomfördes reformationen i Danmark-Norge och därför även i det dåvarande dansk-norska Offerdal. Under 1600-talet byggdes kyrkan om, men år 1766 revs delar av kyrkan och en fyra gånger så stor kyrka började uppföras. 
Den nuvarande kyrkan har renoverats vid ett flertal tillfällen, varvid exteriören har förändrats. En arkeologisk undersökning genomfördes år 1990.

## Inventarier
Offerdals kyrka innehåller ett antal olika detaljer från medeltiden, bland annat de två ljusstavarna längst fram i bänkraderna, vilka användes för processioner under den katolska tiden. I kyrkan finns vidare ett rökelsekar från 1200- eller 1300-talet samt en ljuskrona och en skeppsljusstake i järn från 1400-talet. Dörren till den gamla kyrkan finns även bevarad. Dopfunten från 1716 är en dopängel med vingar som håller ett underlag för en dopskål. En nattvardskalk från 1610-talet, Offerdalskalken, och en gästabudsbulla, Stor-Gertrud, från 1690 är två andra föremål som finns i kyrkan. 

### Orgel
- 1753 byggde Carl Holm, Uppsala en orgel med 8 stämmor. Orgeln renoverades och byggdes till med bihängd pedal 1767/1678 av Petter Qvarnström, Sundsvall.

| Manual       |
| Gedackt 8'   |
| Principal 4' |
| Oktava 4'    |
| Flöjt 4'     |
| Kvinta 3'    |
| Oktava 2'    |
| Mixtur II    |
| Trumpet 4'   |
| Tremulant    |

- 1882 byggde E A Setterquist & Son, Örebro en orgel med 14 stämmor, två manualer och pedal.
- Den nuvarande orgeln byggdes 1953 av Olof Hammarberg, Göteborg. Orgeln är elektrisk med rundbälgslådor. Den har 2 fria kombinationer, registersvällare och tutti. Tonomfånget är på 56/30. Fasaden och 14 stämmor är från 1882 års orgel.

| Huvudverk I         | Öververk II      | Svällverk III     | Pedal         | Koppel     |
| Borduna 16´         | Gedakt 8´        | Salicional 8'     | Subbas 16´    | I/P        |
| Principal 8´        | Kvintadena 8'    | Rörflöjt 8'       | Violoncell 8' | II/P       |
| Flûte Harmonique 8' | Hornprincipal 4' | Principal 4'      | Borduna 8'    | III/P      |
| Oktava 4'           | Rörflöjt 4'      | Gemshorn 4'       | Oktava 4'     | II/I       |
| Flöjt 4'            | Svegel 2'        | Nasat 2 2/3'      | Blockflöjt 2' | III/I      |
| Oktava 2'           | Kvinta 1 1/3'    | Spetsflöjt 2'     | Mixtur III    | III/II     |
| Mixtur IV           | Scharf III       | Ters 1 3/5'       | Basun 16'     | III 16'/II |
| Trumpet 8'          |                  | Cymbel II         |               | III 4'/P   |
|                     |                  | Dulcian 8'        |               |            |
|                     |                  | Tremulant         |               |            |
|                     |                  | Crescendosvällare |               |            |

## Minnesstenen över Lapp-Nils
På kyrkogården finns bland annat en minnessten efter den store fiolspelmannen Lapp-Nils (1804-1870), som var bosatt på Lapp-Nilstorpet i Önet, Offerdal. Minnesstenen är formgiven av den kände jämtlandsskulptören Olof Ahlberg och på initiativ av dåvarande landsantikvarien Eric Festin. När den avtäcktes år 1943 spelade Olle Falk, en spelman från Offerdal som fört arvet från Lapp-Nils vidare.

### Webbkällor
- Alsens och Offerdals församlingar
- Offerdal.se
- Information om Offerdals kyrka, Länsstyrelsen i Jämtlands län